# Fibularia plateia
Fibularia plateia is een zee-egel uit de familie Fibulariidae.
De wetenschappelijke naam van de soort werd in 1928 gepubliceerd door Hubert Lyman Clark.